# HD 69830
HD 69830 – pomarańczowy karzeł oddalony od Ziemi o ok. 41 lat świetlnych. Masa tej gwiazdy jest nieco mniejsza niż masa Słońca. 
W 2006 roku odkryto trzy planety krążące wokół tej gwiazdy.

## Układ planetarny
Jest to pierwszy odkryty układ planetarny, który nie posiada planet podobnych do Jowisza czy Saturna. Wydaje się, że zewnętrzna planeta tego układu (oznaczona jako HD 69830 d) może krążyć w ekosferze tego układu i może na niej istnieć woda w stanie ciekłym. 